# Dolany (Grande-Pologne)
Pour les articles homonymes, voir Dolany.
Dolany (prononciation : [dɔˈlanɨ]) est un village polonais de la gmina de Lądek dans le powiat de Słupca de la voïvodie de Grande-Pologne dans le centre-ouest de la Pologne.
Il se situe à environ 3 kilomètres au sud-est de Lądek (siège de la gmina), à 13 kilomètres au sud-est de Słupca (siège du powiat) et à 74 kilomètres à l'est de Poznań (capitale régionale).
Le village possède une population approximative de 480 habitants.

## Histoire
De 1975 à 1998, le village faisait partie du territoire de la voïvodie de Konin.

Depuis 1999, Dolany est situé dans la voïvodie de Grande-Pologne.